# كتلة لوحة الطوابع
كتلة اللوحة، هي كتلة من الطوابع من حافة الورقة والتي تظهر رقم اللوحة أو الأسطوانة التي طُبعت منها الطوابع.

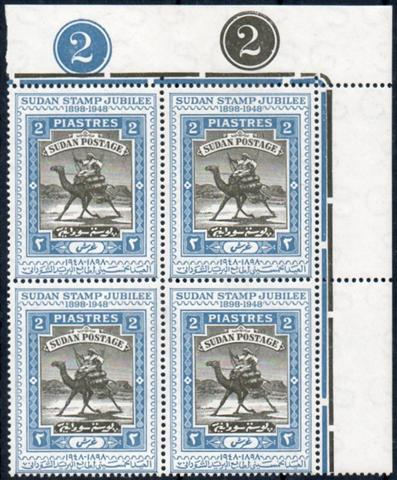
كتلة أسطوانية من طابع السودان إصدار اليوبيل لعام 1948

## خلفية

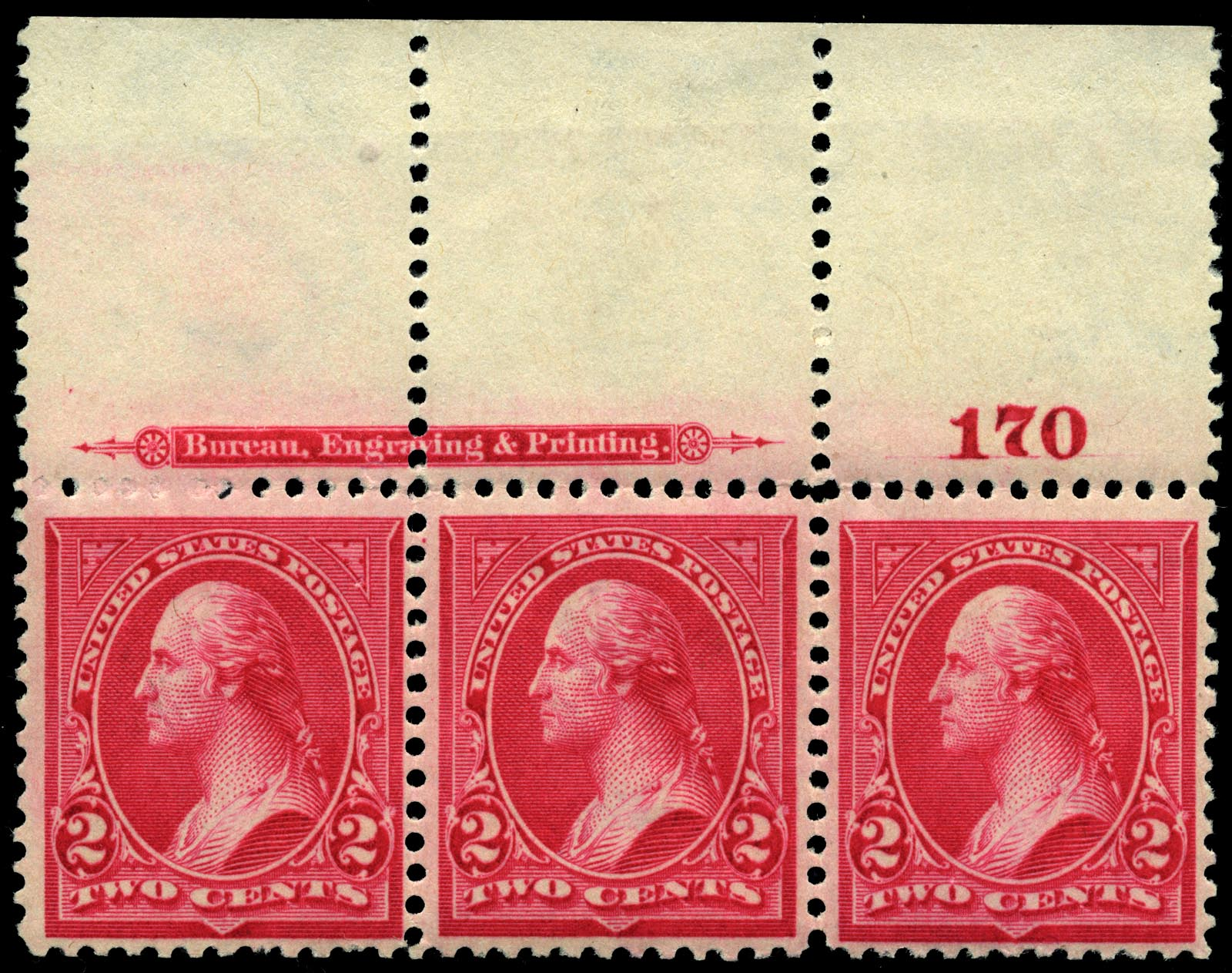
صورة تتضمن شريط لوحة من ثلاثة طوابع بريدية أمريكية بقيمة 2 سنت لعام 1895، اسم BEP

لطالما كان ترقيم ألواح الطباعة جزءًا لا يتجزأ من مراقبة الجودة والنوعية في عملية الطباعة. بهذه الطريقة، إذا لاحظ أحد العاملين في المطبعة وجود مشكلة في طباعة طابع معين، يُمكن استخدام رقم اللوحة لتحديد اللوحة أو الأسطوانة المناسبة للتحقق من المشكلة.
في بعض الحالات، على سبيل المثال، في طوابع بيني الأحمر في بريطانيا العظمى ولفائف أرقام اللوحات البريدية الحديثة في الولايات المتحدة، تظهر أرقام اللوحات في الطوابع نفسها، ولكن الممارسة الأكثر شيوعًا هي تضمين الرقم في هامش كل ورقة، وفي بعض الأحيان إلى جانب اسم الآلة الطابعة.
في طوابع اللفائف (الطوابع الصادرة في شريط طويل من طوابع مفردة ذات حواف غير مثقوبة)، يُطبع أحيانًا رقم اللوحة على هامش الطابع، وهو ما يُطلق عليهِ هواة الجمع اسم لفافة رقم اللوحة. تُجمع طوابع لفافات رقم اللوحة الصادرة عن دار سك العملة عادةً على شكل شرائح من ثلاثة أو خمسة طوابع، ويكون الطابع الذي يحمل رقم اللوحة في منتصف الشريط.

## المملكة المتحدة

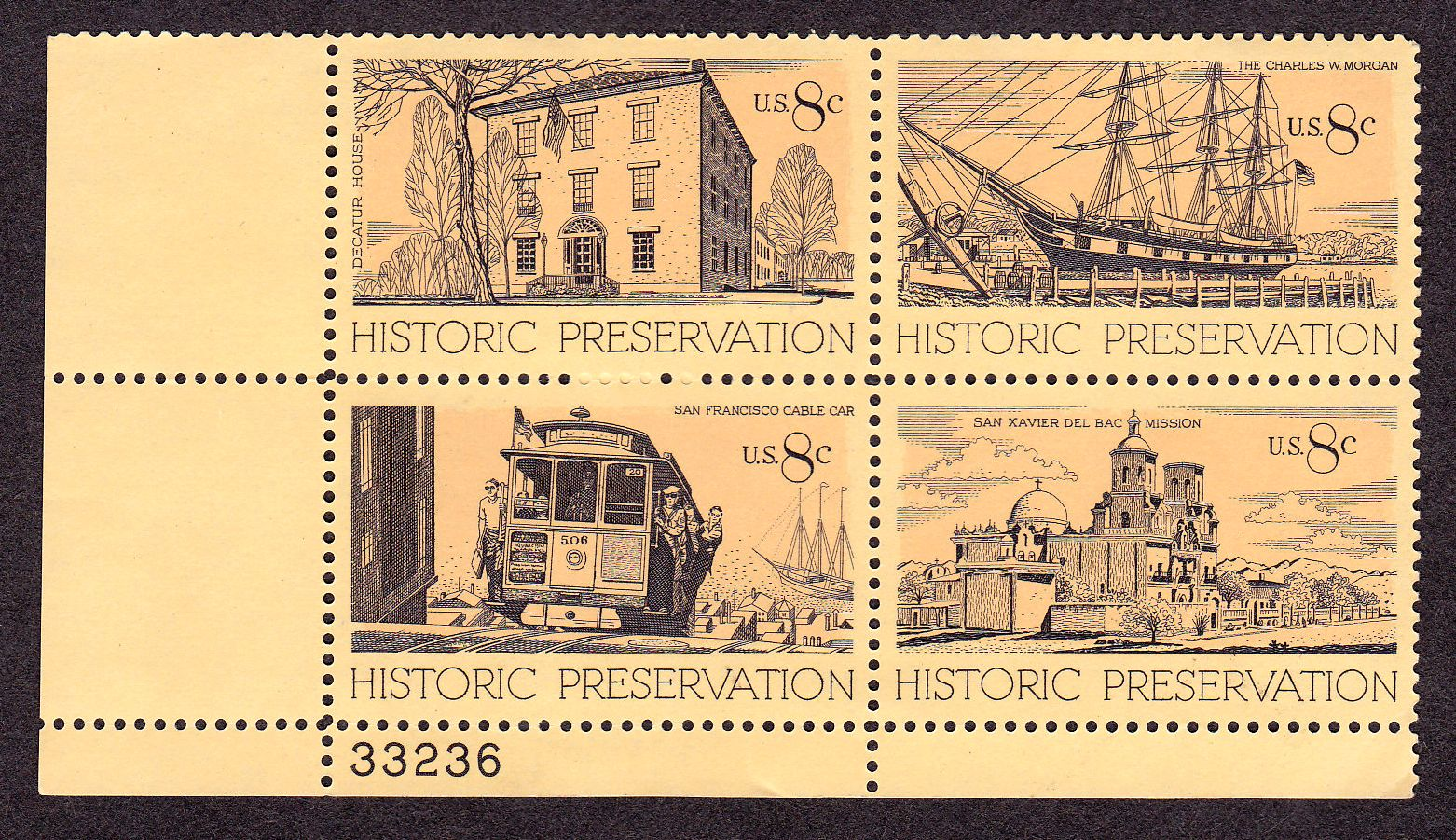
كتلة لوحة طوابع متجاورة

في المملكة المتحدة، تُعرف قوالب الصفائح أيضًا باسم قوالب الأسطوانات، وتُجمع على نطاق واسع لأنها لا تزال تُشكل جزءًا مهمًا من عملية طباعة الطوابع البريطانية الحالية.
تضمنت الطوابع البريطانية أيضًا نظام "الضوابط" الذي استُخدم لأول مرة في فبراير 1884، واستمر حتى عام 1947. يتكون "الضوابط" من حرف في حافة الورقة، وقد استُخدم كطريقة محاسبية من قِبل الطابعين نظرًا للعدد الكبير جدًا من الطوابع النهائية منخفضة القيمة التي كانوا يطبعونها.

## الولايات المتحدة

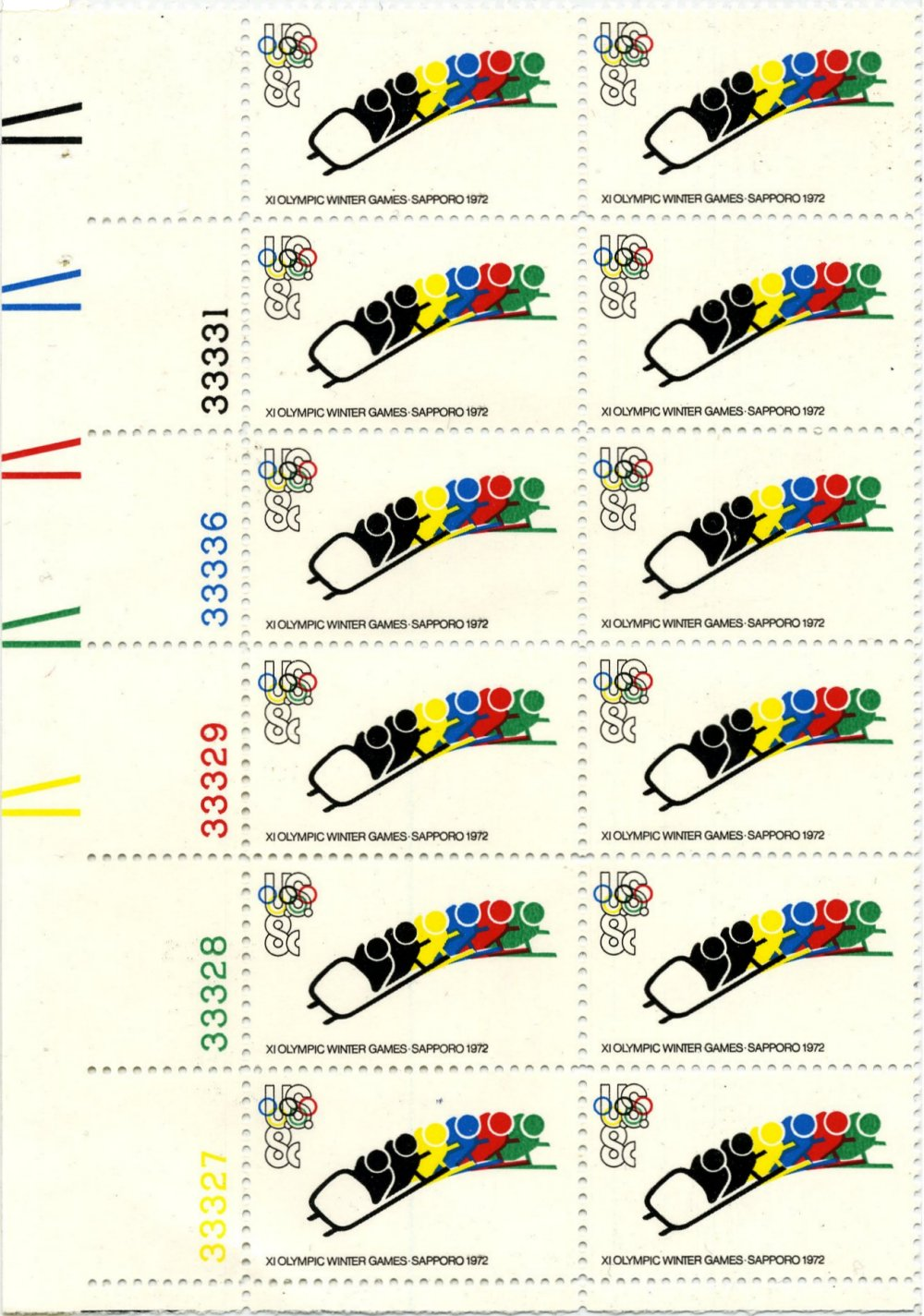
لوحة طوابع أمريكية من عام 1972. لاحظ إضافة رقم لكل لون. هذا الأمر زاد من تكلفة جمع لوحات الطوابع. هذا، بالإضافة إلى تغيير الشكل، مما ثبط عزيمة العديد من هواة جمع اللوحات.

حتى أواخر عقد الستينيات من القرن العشرين، كانت طوابع الولايات المتحدة تتضمن صفين من الطوابع ملتصقين ببعضهما البعض في كتلة من أربعة طوابع أو أكثر، تحمل معلومات الطباعة، بما في ذلك رقم لوحة الطباعة، على ورق الهامش المرفق. يُستخدم رقم لتحديد لوحة أو أسطوانة معينة تُستخدم لطباعة الطوابع.
ثم تغير جمع الطوابع باستخدام لوحة الطباعة في الولايات المتحدة بإضافة ما يصل إلى ثمانية أرقام متعددة الأرقام تمثل ألوانًا مختلفة تُستخدم لطباعة الطوابع. كانت الأرقام تُطبع على طول حافة الطوابع. هذا يعني أن هواة جمع الطوابع احتاجوا إلى المزيد من الطوابع لتوفير كتلة لوحة واحدة. استمر هذا الوضع لحوالي عشر سنوات قبل أن تعود مكاتب البريد إلى الرقم الفردي التقليدي لمعظم الطوابع. في بيان صحفي بتاريخ 10 ديسمبر 1980، أعلنت هيئة البريد عن نظام ترقيم جديد للوحات البريدية، والذي من شأنه، باستثناء الحالات التي يظهر فيها أكثر من أربعة تصاميم على لوحة واحدة، "أن يُنشئ كتلة لوحة بريدية مكونة من أربعة طوابع بغض النظر عن عدد الأحبار المستخدمة أو نوع الآلة المستخدمة في طباعة الطوابع". الآن، غالبًا ما تبدأ الإصدارات الجديدة برقم مثل "111111"، مع اختلاف لون كل رقم. قد تحمل الطوابع المطبوعة بكميات كبيرة أرقام لوحات بريدية متعددة، لذا قد يُعرّف الرقم التالي لللوحة باسم "22222" وهكذا.

## هواة جمع الطوابع

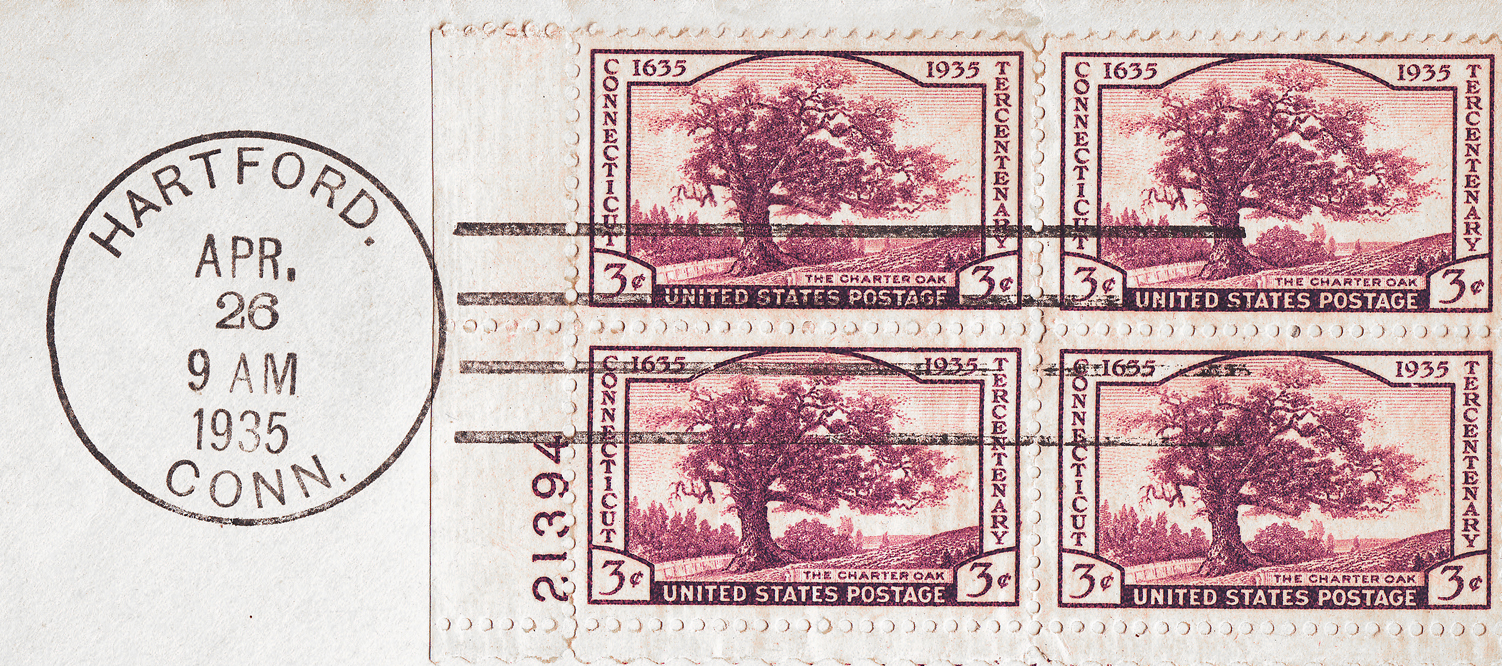
طابع بريد أمريكي من فئة 3 سنتات (كتلة لوحة) من تشارتر أوك كونيتيكت بمناسبة الذكرى المئوية الثالثة لعام 1935، يحمل تاريخ أول يوم إصدار لـ هارتفورد، كونيتيكت، بتاريخ 26 أبريل 1935 (دليل سكوت رقم 772)

تختلف الممارسة المعتادة لجمع قوالب الطوابع باختلاف البلد والعصر؛ فقوالب الطوابع الأمريكية الكلاسيكية في القرن العشرين كانت تتكون من كتلة 2 × 3 في منتصف أعلى وأسفل و/أو جوانب الورقة لإصدارات اللوحة المسطحة (كتلة 2 × 2 في زاوية الورقة لإصدارات المطبعة الدوارة). يسعى هواة الجمع الطموحون إلى امتلاك قوالب تعرض جميع أرقام لوحات الطوابع المعروفة؛ وستُدرج فهارس الطوابع المتخصصة هذه الأرقام. وقد يجمعون أيضًا جميع مواقع القوالب، مثل أرقام كل زاوية تظهر بعد تقسيم ورقة كبيرة إلى أرباع.